# Kempakuch
Kempakuch (en azéri Kimpakuç) est un village d'Azerbaïdjan faisant partie du raion de Khojavend. Elle fut jusqu'en 2020, une communauté rurale de la région de Hadrout, au Haut-Karabagh, sous le nom de Karmrakuch (en arménien Կարմրակուճ). Elle compte 125 habitants en 2005.